# Hreașcivka, Krasnodon
Hreașcivka (în ucraineană Хрящівка) este un sat în comuna Parhomenko din raionul Krasnodon, regiunea Luhansk, Ucraina.

## Demografie
Componența lingvistică a localității Hreașcivka
     Rusă (85,19%)
     Ucraineană (14,81%)
Conform recensământului din 2001, majoritatea populației localității Hreașcivka era vorbitoare de rusă (85,19%), existând în minoritate și vorbitori de ucraineană (14,81%).